# Procès de Sobibór
Le procès de Sobibór concerna 12 anciens SS, membres du personnel allemand du centre d'extermination de Sobibór. Il se déroula du 9 juin 1965 au 20 décembre 1966 à Hagen en Allemagne de l'Ouest,. Il fut l'un des nombreux procès pour crime de guerre qui se tinrent à cette époque comme le procès Adolf Eichmann à Jérusalem en 1961, le procès de Francfort concernant Auschwitz en 1963-1965 et qui permirent à l'opinion publique de se faire une idée de l'étendue des crimes perpétrés quelque vingt années auparavant par les bureaucrates et les exécutants nazis en Pologne occupée. Durant ces mêmes années et celles qui suivirent, des procès distincts se tinrent également comme ceux relatifs au personnel du centre d'extermination de Bełżec (1963-1965), de celui du centre d'extermination de Treblinka (1964-1965) et du camp de Majdanek (1975-1981).

## Le procès
Chargé de préparer les documents à soumettre au tribunal lors du procès, l'enquêteur Dietrich Zeug de Ludwigsbourg dépouille les archives et découvre de nombreux individus jamais inquiétés jusqu'alors. Certains officiers SS détenant des postes-clefs à Sobibor avaient été jugés une décennie plus tôt comme le SS-Oberscharführer Hubert Gomerski (de) acquitté lors du Procès de l'euthanasie en 1947 et jugé à nouveau et condamné en 1950,. Face à l'ampleur de la tâche, Zeug demande l'aide des autorités et au printemps 1960, il a identifié trois douzaines d'hommes directement impliqué dans l'Aktion T4 et dans l'opération Reinhardt. Il contacte le Congrès juif mondial et Yad Vashem dans les mois qui suivent et, le 23 juin 1960, il est en mesure d'adresser ses premières recommandations au Secrétariat général de l'Administration judiciaire en requérant une action judiciaire à l'encontre de 19 prévenus,,.
Les fonctionnaires de Ludwigsbourg apprennent ainsi pour la première fois où sont localisés certains suspects. Kurt Bolender, vivant sous un faux nom à Hambourg, est identifié en 1961. Karl Frenzel est arrêté en mars 1962 à Göttingen. Heinrich Unverhau (de) n'est arrêté, en même temps que Franz Wolf, qu'en mars 1964. Pendant ce temps, à Jérusalem, 22 survivants de Sobibor vivant en Israël sont identifiés ; à ce moment, la liste des suspects compte une centaine de noms. C'est à cette époque que la république fédérale allemande estime que le rapport de Zeug est devenu « politiquement sensible » et le frappe du sceau du secret.
La cour de justice de Hagen commence ses procédures contre 12 ex-membres de la SS (environ un quart de l'effectif du camp d'extermination de Sobibor), le 6 septembre 1965 pour crime contre l'humanité,. Les verdicts sont rendus le 20 décembre 1966 notamment sur la base des preuves fournies par des historiens comme l'allemand Wolfgang Scheffler (en) et le néerlandais, Jules Schelvis.
Durant ce procès, les accusés plaident qu'une fois assignés au camp de Sobibor, ils ne voyaient aucune possibilité de refuser les ordres transmis, relayant une déclaration faite par Christian Wirth : « Si vous n'aimez pas cet endroit, vous pouvez le quitter, mais sous-terre, pas au-dessus ». Cependant et a contrario, le Untersturmführer Johann Klier (de) qui avait demandé à être affecté ailleurs qu'à Sobibor pour des motifs moraux n'avait non seulement pas été puni mais avait obtenu gain de cause, ce qui démontrait que la chose fut possible.
L'un des assassins les plus abjects à Sobibor, le SS-Oberscharführer Erich Bauer, surnommé Gasmeister a été traduit en justice quinze années auparavant, après avoir été reconnu dans la rue à Berlin en 1949 par le survivant Samuel Lerer. Le 8 mai 1950, Bauer avait été condamné à la peine de mort par la cour de justice de Berlin-Moabit, sentence commuée en détention à perpétuité en raison du fait que la peine de mort avait été abolie en Allemagne de l'Ouest. Bauer meurt à la prison de Tegel à Berlin en 1980.
Certains des gardes ukrainiens, recrutés et formés à Trawniki qui avaient servi à Sobibor sont jugés en Union soviétique dont B. Bielakow, M. Matwijenko, I. Nikifor, W. Podienko, F. Tichonowski, Emanuel Schultz, et J. Zajcew. Ils sont poursuivis pour trahison envers la patrie, déclarés coupable de crimes de guerre et exécutés. En avril 1963, un tribunal de Kiev où le témoin principal à charge est Sasha Pechersky, dix anciens gardes ukrainiens sont déclarés coupables et exécutés, l'un d'entre eux étant condamné à 15 années d'emprisonnement.
Un troisième procès se tient à Kiev en juin 1965, concernant trois anciens gardien du camp de Sobibor et de Belzec : condamnés à mort, ils sont conduits devant un peloton d'exécution et exécutés.

### Verdicts
| Accusé                 | Photographie | Grade               | Chef d'accusation                                                                               | Accusation retenue                                                                                   | Verdict                                               |
| ---------------------- | ------------ | ------------------- | ----------------------------------------------------------------------------------------------- | --- | ----------------------------------------------------- |
| Karl Frenzel           |              | SS-Oberscharführer  | Avoir personnellement tué 42 Juifs et participé aux meurtres d'approximativement 250 000 Juifs. | Avoir tué personnellement 6 Juifs et d'avoir participé aux meurtres d'approximativement 15 000 Juifs | Prison à vie, il purge 16 ans de réclusion            |
| Kurt Bolender          |              | SS-Oberscharführer  | Avoir personnellement tué 360 Juifs et participé aux meurtres d'approximativement 86 000 Juifs. | | Il se suicide en prison avant le prononcé du verdict. |
| Franz Wolf             |              | SS-Oberscharführer  | Avoir personnellement tué 1 Juif et participé aux meurtres d'approximativement 115 000 Juifs.   | Avoir participé aux meurtres d'approximativement 39 000 Juifs.                                       | 8 années de réclusion                                 |
| Alfred Ittner          |              | SS-Oberscharführer  | Avoir participé aux meurtres d'approximativement 57 000 Juifs.                                  | Avoir participé aux meurtres d'approximativement 68 000 Juifs.                                       | 4 années de réclusion                                 |
| Werner Dubois          |              | SS-Oberscharführer  | Avoir participé aux meurtres d'approximativement 43 000 Juifs.                                  | Avoir participé aux meurtres d'approximativement 15 000 Juifs.                                       | 3 années de réclusion                                 |
| Erich Fuchs            |              | SS-Scharführer      | Avoir participé aux meurtres d'approximativement 3 600 Juifs.                                   | Avoir participé aux meurtres d'approximativement 79 000 Juifs.                                       | 4 années de réclusion                                 |
| Erich Lachmann         |              | SS-Scharführer      | Avoir participé aux meurtres d'approximativement 150 000 Juifs.                                 | | Acquitté                                              |
| Hans-Heinz Schütt (de) |              | SS-Scharführer      | Avoir participé aux meurtres d'approximativement 86 000 Juifs.                                  | | Acquitté                                              |
| Heinrich Unverhau (de) |              | SS-Unterscharführer | Avoir participé aux meurtres d'approximativement 72 000 Juifs.                                  | | Acquitté                                              |
| Robert Jührs (de)      |              | SS-Unterscharführer | Avoir participé aux meurtres d'approximativement 30 Juifs.                                      | | Acquitté                                              |
| Ernst Zierke           |              | SS-Unterscharführer | Avoir participé aux meurtres d'approximativement 30 Juifs.                                      | | Acquitté                                              |
| Erwin Lambert          |              | SS-Unterscharführer | Avoir participé aux meurtres d'un nombre indéterminé de Juifs.                                  | | Acquitté                                              |